# Henderson (Iowa)
Henderson és una població dels Estats Units a l'estat d'Iowa. Segons el cens del 2000 tenia 171 habitants.

## Demografia
Segons el cens del 2000, Henderson tenia 171 habitants, 74 habitatges, i 46 famílies. La densitat de població era de 300,1 habitants/km².
Dels 74 habitatges en un 27% hi vivien nens de menys de 18 anys, en un 50% hi vivien parelles casades, en un 9,5% dones solteres, i en un 36,5% no eren unitats familiars. En el 31,1% dels habitatges hi vivien persones soles el 18,9% de les quals corresponia a persones de 65 anys o més que vivien soles. El nombre mitjà de persones vivint en cada habitatge era de 2,31 i el nombre mitjà de persones que vivien en cada família era de 2,89.
Per edats la població es repartia de la següent manera: un 22,8% tenia menys de 18 anys, un 5,8% entre 18 i 24, un 22,8% entre 25 i 44, un 26,9% de 45 a 60 i un 21,6% 65 anys o més.
L'edat mediana era de 44 anys. Per cada 100 dones de 18 o més anys hi havia 94,1 homes.
La renda mediana per habitatge era de 45.000 $ i la renda mediana per família de 49.688 $. Els homes tenien una renda mediana de 27.500 $ mentre que les dones 21.786 $. La renda per capita de la població era de 32.175 $. Cap de les famílies i l'1,9% de la població estaven per davall del llindar de pobresa.

## Poblacions més properes
El següent diagrama mostra les poblacions més properes.